# Klaryssa
Klaryssa – postać literacka, bohaterka komedii Franciszka Zabłockiego Fircyk w zalotach, żona Arysta.
Jest to postać charakteryzująca się pogodą ducha, jak również dowcipna. Jej mąż Aryst bezzasadnie posądza ją o romans z Fircykiem. 
Klaryssa uważa, że najważniejszy jest honor (mawia, że punkt honoru nad wszystkie warowniejszy straże).